# 幣帛
幣帛（へいはく）とは、神道の祭祀において神に奉献する、神饌以外のものの総称である。広義には神饌をも含む。みてぐら、幣物（へいもつ）とも言う。

## 概要
「帛」は布を意味し、古代では貴重だった布帛が神への捧げ物の中心だったことを示すものである。
『延喜式』の祝詞の条に記される幣帛の品目としては、布帛、衣服、武具、神酒、神饌などがある。
幣帛は捧げ物であると同時に神の依り代とも考えられていたため、串の先に紙垂を挟んだ依り代や祓具としての幣束・御幣、大麻なども「幣帛」と呼ぶ。

## 歴史
幣帛の原点は、古墳時代に出土する副葬品である。千葉県の千足台遺跡や愛媛県の出作遺跡など5世紀の遺跡から、古墳時代前期以来の鉄製品に加えて紡織具や布帛、須恵器など大陸から輸入された最新技術の製品が出土するようになる。これらの品目は『延喜式』四時祭に記された幣帛の品目と一致するものであり、律令制祭祀の幣帛の原型・起源となったと考えられる。
律令制度において、朝廷では、祈年祭、月次祭、相嘗祭、新嘗祭などで、神祇官が各神社の祝部（はふりべ）に幣帛を配布したが、これを班幣（はんぺい）という。
明治8年（1875年）の「神社祭式」では、幣帛として布帛などの現物のほか、金銭を紙に包んだ「金幣」を加えることとされた。金幣は祭典にさきだってあらかじめ地方庁に交付され、地方長官に供進させた。
1947年（昭和22年）1月27日、国幣社に対して祈年祭、新嘗祭ごとに奉納されていた班幣が停止される。
現在、全国の神社本庁包括下の神社の例祭には神社本庁から「幣帛料」として金銭が贈られている。

## 明治〜大正期の幣帛料
官国幣社以下の幣帛料は「大正8年式部長官通牒」、「大正9年内務省訓令第14号」、「明治39年勅令第96号」、「大正9年内務省令第24号」などによる。
| 官国幣社以下神社幣帛料 | 官国幣社以下神社幣帛料 | 官国幣社以下神社幣帛料 | 官国幣社以下神社幣帛料 |
| 社 格                  | 例 祭 （1座分）        | 祈年祭 （1社分）       | 新嘗祭 （1社分）       |
| ---------------------- | ---------------------- | ---------------------- | ---------------------- |
| 官幣大社               | 60円                   | 30円                   | 30円                   |
| 官幣中社               | 50円                   | 25円                   | 25円                   |
| 官幣小社               | 40円                   | 18円                   | 18円                   |
| 別格官幣社             | 40円                   | 18円                   | 18円                   |
| 国幣大社               | 60円                   | 30円                   | 30円                   |
| 国幣中社               | 50円                   | 25円                   | 25円                   |
| 国幣小社               | 40円                   | 18円                   | 18円                   |
| 府県社                 | 10円                   | 6円                    | 6円                    |
| 郷 社                  | 6円                    | 4円                    | 4円                    |
| 村 社                  | 4円                    | 2円                    | 2円                    |

（備考）例祭の幣帛料は、府県社以下においては、1社分である。三祭に幣帛料を供進されるのは村社以上供進指定神社に限られる。
| 官幣社例祭幣帛品目（1座について） 国幣社例祭はこれに準ずる。 | 官幣社例祭幣帛品目（1座について） 国幣社例祭はこれに準ずる。 | 官幣社例祭幣帛品目（1座について） 国幣社例祭はこれに準ずる。 | 官幣社例祭幣帛品目（1座について） 国幣社例祭はこれに準ずる。 | 官幣社例祭幣帛品目（1座について） 国幣社例祭はこれに準ずる。 | 官幣社例祭幣帛品目（1座について） 国幣社例祭はこれに準ずる。 |
| 社 格                                                        | 五色絁                                                       | 糸                                                           | 曝布                                                         | 木綿                                                         | 麻                                                           |
| ------------------------------------------------------------ | ------------------------------------------------------------ | ------------------------------------------------------------ | ------------------------------------------------------------ | ------------------------------------------------------------ | ------------------------------------------------------------ |
| 官幣大社                                                     | 各1丈2尺                                                     | 1絢                                                          | 1端                                                          | 2斤                                                          | 2斤                                                          |
| 官幣中社                                                     | 各1丈                                                        |                                                              | 1端                                                          | 2斤                                                          | 2斤                                                          |
| 官幣小社 別格官幣社                                          | 各8尺                                                        |                                                              | 1端                                                          | 1斤                                                          | 1斤                                                          |

| 官国幣社祈年、新嘗両祭幣帛品目（1社について） | 官国幣社祈年、新嘗両祭幣帛品目（1社について） | 官国幣社祈年、新嘗両祭幣帛品目（1社について） | 官国幣社祈年、新嘗両祭幣帛品目（1社について） |
| 社 格                                         | 五色絁                                        | 木綿                                          | 麻                                            |
| --------------------------------------------- | --------------------------------------------- | --------------------------------------------- | --------------------------------------------- |
| 官幣大社 国幣大社                             | 各1丈2尺                                      | 3両                                           | 3両                                           |
| 官幣中社 国幣中社                             | 各1丈                                         | 3両                                           | 3両                                           |
| 官幣小社 別格官幣社 国幣小社                  | 各8尺                                         | 3両                                           | 3両                                           |

（備考）寸法は曲尺であり、1絢は64匁であり、1斤は80匁であり、1両は5分である。
神宮への幣帛は法令で定められず、慣行による。
| 神 宮 幣 帛 色 目 数 量 | 神 宮 幣 帛 色 目 数 量   | 神 宮 幣 帛 色 目 数 量 | 神 宮 幣 帛 色 目 数 量 | 神 宮 幣 帛 色 目 数 量 |
| 色 目                   | 宮 別                     | 神嘗祭                  | 祈年・新嘗祭            | 月次祭                  |
| ----------------------- | ------------------------- | ----------------------- | ----------------------- | ----------------------- |
| 五 色                   | 皇大神宮 豊受大神宮       | 各15疋                  | 各15疋                  | 各15疋                  |
| 五 色                   | 別 宮                     |                         | 各7疋                   |                         |
| 白 絹                   | 皇大神宮 豊受大神宮       | 15疋                    | 15疋                    |                         |
| 錦                      | 皇大神宮 豊受大神宮       | 1反                     | 1反                     | 1反                     |
| 御 衣                   | 皇大神宮 豊受大神宮       | 3疋 2疋                 |                         |                         |
| 絹                      | 皇大神宮 豊受大神宮 別 宮 | 40疋 30疋               |                         | 各2疋                   |
| 五色幣料絹              | 皇大神宮 豊受大神宮       | 1疋                     |                         |                         |
| 御門幌料絹              | 皇大神宮 豊受大神宮       | 342丈 243丈             |                         |                         |
| 御饌殿料絹              | 皇大神宮 豊受大神宮       | （なし） 2疋            |                         |                         |
| 木 綿                   | 皇大神宮 豊受大神宮       | 15両                    | 15両                    |                         |
| 木 綿                   | 別 宮                     |                         | 各3両                   | 各2両                   |
| 麻                      | 皇大神宮 豊受大神宮       | 15両                    | 15両                    |                         |
| 麻                      | 別 宮                     |                         | 各3両                   | 各3両                   |

（備考）1疋は2反であり、1反は2丈のことである。

## 奉幣使（幣帛供進使）と献幣使
勅命により幣帛を奉献することを「奉幣」（ほうべい、ほうへい）といい、そのために遣わされる者を「奉幣使」（明治以降は「幣帛供進使」）という。いわゆる「奉幣使」を「幣帛供進使」と称したのは、明治44年4月29日勅令130号官国幣社以下神社幣帛供進使服制および9月11日内務省訓令第479号が初めてである。明治39年（1906年）4月、府県以下神社に対しても例祭、祈年祭、新嘗祭の3祭に幣帛供進をし得る規程を設けられたが、この使をもまた同じく「幣帛供進使」と称した。一方、神社本庁から各神社に幣帛を奉献するための使いは「献幣使」という。

## 幣帛に関する和歌
- 菅原道真「このたびは幣もとりあへず手向山 紅葉の錦神のまにまに」（『古今和歌集』）

## 幣帛用具
幣帛を奉奠する場合に次のような用具を用いる。幣帛は「案」に載せる。案の下には「薦」を敷く。幣帛料は「大角」に載せる。鏡などを納めたり、短冊を載せたりする時には「柳筥」を用いる。幣帛を納める場合には「折櫃」を使用する。装束や神宝などは「辛櫃」に納める。宮中へ品物を奉献する場合などには「雲脚台」に乗せる。なお神社に古例があればそれに従う。